# 圣阿维德苏莱日
圣阿维德苏莱日（法語：Saint-Avit-de-Soulège，法語發音：[sɛ̃.t‿avi də sulɛʒ]）是法国吉伦特省的一个市镇，属于利布尔讷区。

## 地理
圣阿维德苏莱日（44°48'47"N, 0°7'32"E）面积2.84 平方千米，位于法国新阿基坦大区吉倫特省，该省份为法国西南部沿海省份，是法國本土面积最大的省，北起滨海夏朗德省，西临大西洋，南至朗德省，东南接洛特-加龍省，东临多爾多涅省。
与圣阿维德苏莱日接壤的市镇（或旧市镇、城区）包括：圣安托万德布勒伊、埃内斯、多尔多涅河畔佩萨克、圣康坦德卡普隆。

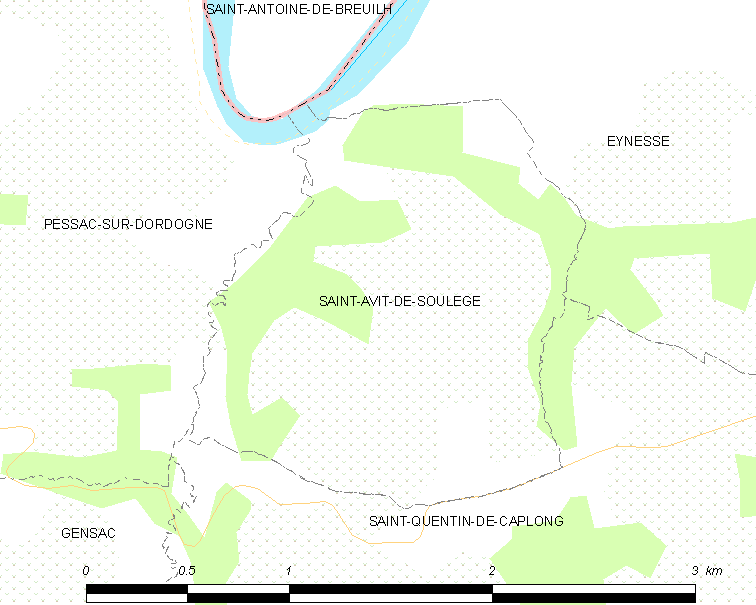
圣阿维德苏莱日的OSM定位图

圣阿维德苏莱日的时区为UTC+01:00、UTC+02:00（夏令时）。

## 行政
圣阿维德苏莱日的邮政编码为33220，INSEE市镇编码为33377。

## 政治
圣阿维德苏莱日所属的省级选区为勒雷奥莱-莱巴斯蒂德县。

## 人口

1962-2008年间圣阿维德苏莱日人口变化图示

圣阿维德苏莱日于2022年1月1日时的人口数量为81人。